# Helen Hobbs
Helen Haskell Hobbs (* 5. Mai 1952 in Boston, Massachusetts) ist eine US-amerikanische Genetikerin und Stoffwechselforscherin am University of Texas Southwestern Medical Center in Dallas. Sie gilt als führend in der Genetik der Hypercholesterinämie und Dyslipoproteinämie.

## Leben
Hobbs begann ihr Studium an der University of Pennsylvania, sie erwarb 1974 an der Stanford University einen Bachelor in Humanbiologie und 1979 einen M.D. als Abschluss des Medizinstudiums an der Case Western Reserve University School of Medicine. Ihre Facharztausbildung zur Internistin absolvierte sie am Columbia‑Presbyterian Medical Center in New York City, dem Parkland Memorial Hospital und dem University of Texas Southwestern Medical Center (UTD), beide in Dallas. 1983 erwarb sie die Anerkennung als Fachärztin (Board certification) für Innere Medizin und 1986 für Endokrinologie und Stoffwechselmedizin. Von 1983 bis 1987 arbeitete sie als Postdoktorandin bei Michael Brown und Joseph L. Goldstein in der Abteilung für Molekulargenetik an der UTD.
1987 erhielt Hobbs eine erste Professur (Assistant Professor) für Innere Medizin und Molekulargenetik an der UTD, 1991 wurde sie Associate Professor, seit 1995 hat sie eine volle Professur. Seit 2000 ist sie Direktorin des McDermott Center for Human Growth and Development an der UTD. Ihr Forschungslabor betreibt sie gemeinsam mit dem Ernährungsmediziner Jonathan C. Cohen.
Seit 2002 forscht Hobbs zusätzlich für das Howard Hughes Medical Institute. Seit 2009 bis mindestens 2019 gehörte sie zum Direktorium des Pharmakonzerns Pfizer Inc., seit 2011 arbeitet sie beratend für das Biotechnologieunternehmen Regeneron Pharmaceuticals.
Seit 2024 zählt der Medienkonzern Clarivate sie aufgrund der Zahl der Zitationen zu den Favoriten auf einen Nobelpreis (Clarivate Citation Laureates).
Hobbs ist verheiratet und hat zwei Kinder.

## Wirken
Hobbs erforscht die Genetik des Cholesterinstoffwechsels. Sie versucht Personen zu identifizieren, die ein erhöhtes Risiko für Arteriosklerose haben. Ziel ist die Entwicklung neuer Therapieoptionen, um zum Beispiel die Häufigkeit von Herzinfarkten zu vermindern.
Hobbs klärte die genetischen Ursachen der Sitosterolämie (ABCG5/ABCG8), der autosomal rezessiven Hypercholesterinämie (ARH) und der dominanten Hypercholesterinämie (PCSK9). Sie konnte zeigen, dass eine Vielzahl für sich genommen seltener Variationen in der Gensequenz gemeinsam zu einer erheblichen Variationsbreite in der Ausprägung von Stoffwechselstörungen führen. Anhand genetischer Daten konnte sie belegen, dass die Höhe des LDL-Cholesterins den stärksten Einfluss auf das Risiko für die Entwicklung einer koronaren Herzkrankheit hat.
Weitere Arbeiten Hobbs’ befassen sich mit dem Einfluss von Variationen von PNPLA3 auf die Entwicklung von Fettleber und Leberschäden.

## Auszeichnungen (Auswahl)
- 2003 Ehrendoktorat der Universität Ferrara
- 2005 Heinrich-Wieland-Preis[1]
- 2006 Mitglied der American Academy of Arts and Sciences[2]
- 2007 Mitglied der National Academy of Sciences[3]
- 2013 Pasarow Foundation Award für Kardiovaskuläre Forschung
- 2015 Pearl Meister Greengard Prize[4]
- 2016 Breakthrough Prize in Life Sciences[5]
- 2016 Passano Award[6]
- 2018 George M. Kober Lectureship[7]
- 2018 Harrington Prize for Innovation in Medicine
- 2019 Anitschkow-Preis der European Atherosclerosis Society
- 2022 Howard Taylor Ricketts Award